# Alexander Gould
Alexander Jerome Gould (ur. 4 maja 1994 w Los Angeles) – amerykański aktor i aktor dubbingowy. Jest najbardziej znany z dubbingowania postaci Nemo w animowanym filmie Pixara Gdzie jest Nemo? oraz z roli Shane'a Botwina w serialu telewizyjnym Showtime Weeds.

## Życiorys
Kariera Goulda jako aktora rozpoczęła się w wieku 2 lat, kiedy to pojawiał się w różnych popularnych programach telewizyjnych w późnych latach 90. i na początku 2000 roku. Jego przełomową rolą był głos Nemo w filmie Gdzie jest Nemo? w 2003 roku, kiedy miał 9 lat. W latach 2005–2012 Gould grał Shane'a Botwina w serialu Weeds, za co dwukrotnie był nominowany do Nagrody Gildii Aktorów Ekranowych za wybitny występ zespołu w serialu komediowym.
Po zakończeniu serialu Weeds, Gould skoncentrował się na edukacji. Uczęszczał na Uniwersytet Clarka, a następnie przeniósł się na Uniwersytet Brandeisa, gdzie w 2017 roku uzyskał dyplom z filozofii i polityki. W 2018 roku dołączył do Abrams Acting Agency. Gould poślubił Liebę Hall w czerwcu 2018 roku i obecnie mieszka w Los Angeles.
Gould jest także aktywny w swojej religii i młodzieżówce żydowskiej USY. Jego dwie młodsze siostry, Emma i Kelly, także są aktorkami. Kelly jest znana z roli Shannon Clemens w oryginalnym serialu Lifetime Rita daje czadu z lat 2008–2009, a Emma zagrała Zoe Crane w filmie telewizyjnym sieci USA Network Truth Be Told.

## Filmografia
| Rok       | Tytuł oryginalny                    | Tytuł polski                       | Rola                | Informacje        | Źr            |
| 1996      | Bailey Kipper's P.O.V.              | –                                  | młody Bailey        | aktor, gościnnie  | [ 11 ]        |
| 1999      | Freaks and geeks                    | Luzaki i kujony                    | Ronnie              | aktor, gościnnie  | [ 12 ]        |
| 1999      | Family Law                          | Sprawy rodzinne                    | Josh Deverell       | aktor, gościnnie  | [ 12 ]        |
| 1998      | City of Angels                      | Miasto Aniołów                     | mały chłopiec       | aktor             | [ 12 ]        |
| 2000      | Mexico city                         | –                                  | Peter Cobb          | aktor             | [ 12 ]        |
| 2000      | Even Stevens                        | Świat nonsensów u Stevensów        | Grayson Gribalski   | aktor, gościnnie  | [ 12 ] [ 13 ] |
| 2000      | Malcolm in the Middle               | Zwariowany świat Malcolma          | Egg                 | aktor, gościnnie  | [ 12 ]        |
| 2000      | Green Davis Show                    | –                                  | Sam                 | aktor, gościnnie  | [ 14 ]        |
| 2001      | Ally McBeal                         | –                                  | Ben                 | aktor, gościnnie  | [ 12 ]        |
| 2001      | The Day the World Ended             | –                                  | młody Ben           | aktor             | [ 15 ]        |
| 2002      | Wheelmen                            | Za kółkiem                         | Arthur              | aktor             | [ 12 ]        |
| 2002      | They                                | Oni                                | Młody Billy         | aktor             | [ 12 ]        |
| 2002      | American Dreams                     | –                                  | Alex Manassee       | aktor, gościnnie  | [ 16 ]        |
| 2002      | Boomtown                            | Puls miasta                        | Tom                 | aktor, gościnnie  | [ 17 ]        |
| 2003      | Finding Nemo                        | Gdzie jest Nemo                    | Nemo                | głos (gra)        | [ 12 ] [ 18 ] |
| 2003      | Exploring the Reef                  | Poznajmy rafę koralową             | Nemo                | głos              | [ 12 ]        |
| 2003      | Finding Nemo                        | Gdzie jest Nemo                    | Nemo                | głos              | [ 12 ]        |
| 2004      | Dark Shadows                        | –                                  | David Collins       | aktor             | [ 12 ]        |
| 2004      | Oliver Beene                        | Oliwer i przyjaciele               | młody Ted           | aktor, gościnnie  | [ 19 ]        |
| 2004      | Duck Dodgers                        | Kaczor Dodgers                     | Chłopiec, młody Son | głos, gościnnie   | [ 20 ] [ 21 ] |
| 2005      | Weeds: Suburban Shakedown           | –                                  | –                   | we własnej osobie | [ 12 ]        |
| 2005      | Diary of a Worm                     | –                                  | narrator            | głos              | [ 22 ]        |
| 2006      | How to Eat Fried Worms              | Jak ugryźć robala                  | Twitch              | aktor             | [ 12 ]        |
| 2006      | Curious George                      | Ciekawski George                   | Dziecko             | głos              | [ 12 ]        |
| 2006      | Bambi 2                             | –                                  | Bambi               | głos              | [ 12 ]        |
| 2007      | 7th Heaven                          | Siódme niebo                       | Pee Wee             | aktor, gościnnie  | [ 12 ]        |
| 2007      | The Librarian from the Black Lagoon | –                                  | narrator            | głos              | [ 23 ]        |
| 2007      | Criminal Minds                      | Zabójcze umysły                    | Jeremy              | aktor, gościnnie  | [ 12 ] [ 24 ] |
| 2008      | Pushing Daisies                     | Gdzie pachną stokrotki             | Elliot McQuoddy     | aktor, gościnnie  | [ 12 ]        |
| 2008      | Law & Order: Special Victims Unit   | Prawo i porządek: Sekcja specjalna | Jack Termbly        | aktor, gościnnie  | [ 12 ] [ 25 ] |
| 2005–2012 | Weeds                               | Trawka                             | Shane Botwin        | aktor             | [ 12 ]        |
| 2009      | Supernatural                        | Nie z tego świata                  | Cole Griffith       | aktor, gościnnie  | [ 12 ]        |
| 2010      | The Life & Times of Tim             | –                                  | chłopiec            | głos              | [ 26 ]        |
| 2011      | Ties                                | –                                  | Evan                | aktor             | [ 27 ]        |
| 2013      | Superman: Unbound                   | Superman: Wyzwolenie               | Jimmy Olsen         | głos              | [ 12 ]        |
| 2016      | Finding Dory                        | Gdzie jest Dory                    | pasażer Carl        | głos              | [ 12 ]        |